# Cypripedium reginae
Cypripedium reginae es una orquídea del género Cypripedium, dentro de la familia de las Orchidaceae, nativas del norte de Norteamérica.

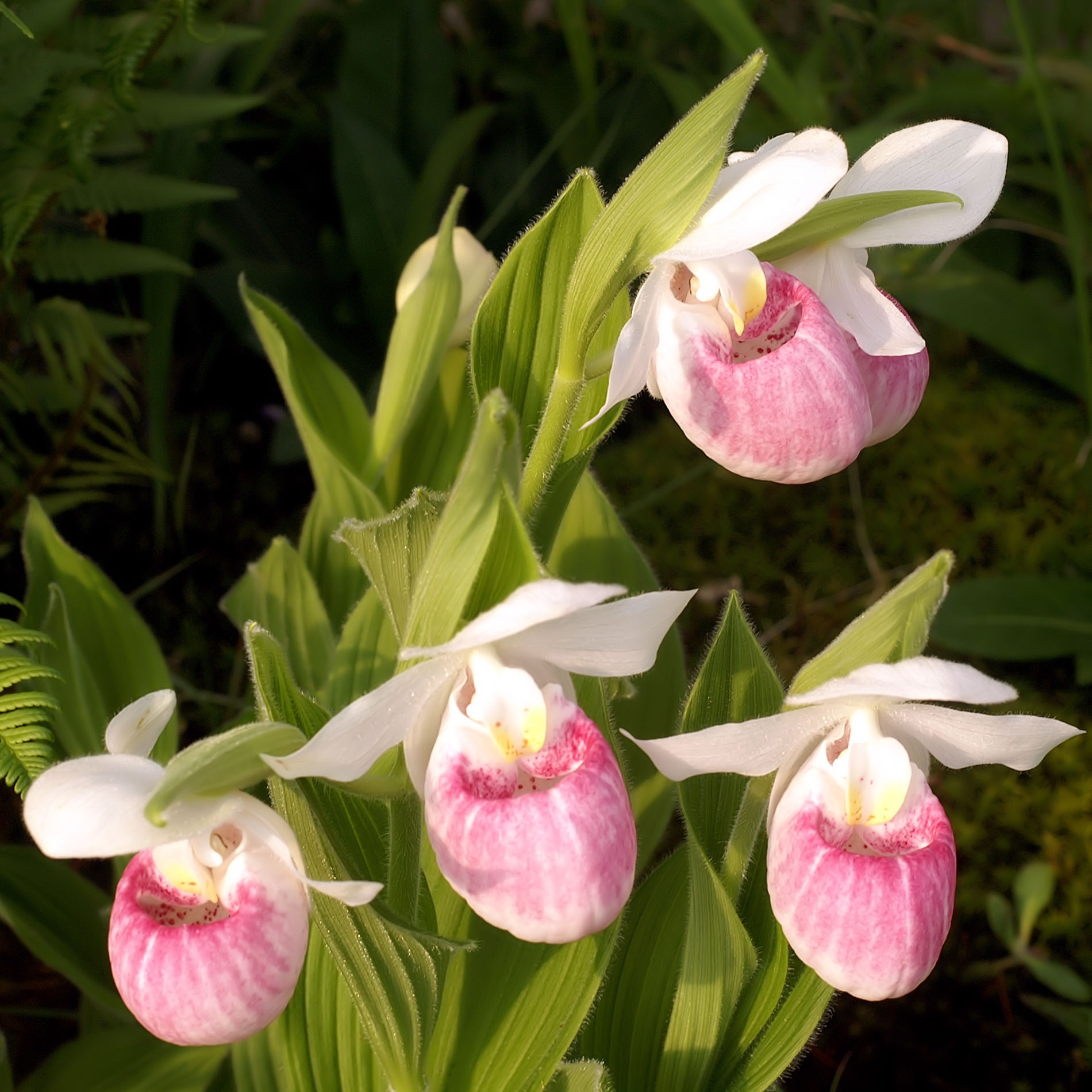
Flores

## Descripción
Cypripedium reginae es una planta robusta, que se desarrolla de un rizoma con un fascículo de numerosas raíces fibrosas, tallo de 25 a 90 centímetros de altura, con varios a muchos vástagos que pueden desarrollarse del mismo rizoma.
Presentan de 3 a 5 hojas, ovadas, plicatas, de 10 a 25 centímetros de largo y de 4 a 16 centímetros de ancho, densas y  pubescentes, con márgenes ondulados. 
Florecen en primavera, y las flores 1 o 2, (de un tamaño de unos 10 centímetros), cada una sustentada por una bráctea  foliacea lanceolada de color verde, de 6 a 14 centímetros de largo por 3 a 7 centímetros de ancho. Los sépalos al parecer dos (el resultado de la fusión de los dos sépalo laterales detrás del labelo), blanco. Sépalo ovado dorsal al obovado, de 3 a 5 centímetros de largo y 2 a 3.5 centímetros de ancho. 
Labelo con forma de bolsa esférica (o casi), 2,5 a 5,5 centímetros de largo, abriéndose arriba con los bordes hacia adentro, de color  magenta profundo con rayas suaves blancas, y sus cubiertas blancas.

## Ecología
Sus flores son polinizadas por dos especies de abejas megachílidas.

## Distribución
Planta de clima fresco a frío que crece de forma  natural en el noreste de Norteamérica y en el norte de la Norteamérica central.
Las Cypripedium reginae se encuentran casi exclusivamente en terrenos húmedos calcáreos. Se encuentra en el este de Wisconsin,  en los pantanos de tuya, con sus raíces siempre debajo del musgo de turbera en el suelo alcalino. En  Wisconsin occidental en arbolados junto con C. pubescens y las variedades del C. calceolus.
Se encuentra en los márgenes de pantanos húmedos como planta terrestre. 

## Propiedades
Indicaciones: se usa como soporífico, tónico, antiespasmódico, afrodisíaco, sudorífico, estimulante, nutritivo. Se usa la raíz.

## Taxonomía
Cypripedium reginae fue descrita por Peter Olof Swartz y publicado en Flora Caroliniana, secundum . . . 222. 1788.
Etimología
El nombre del género viene de « Cypris», Venus, y de "pedilon" = "zapato" o "zapatilla" en referencia a su labelo inflado en forma de zapatilla.
reginae; epíteto latino  que significa "reina".
Sinonimia
- Calceolus hirsutus Nieuwl. 1913
- Calceolus reginae Nieuwl. 1913
- Cypripedium album Aiton 1789
- Cypripedium canadense Michx. 1803
- Cypripedium hirsutum (Farw.) Mill. 1768
- Cypripedium humile Salisb. 1791
- Cypripedium spectabile Sw. 1791
- Fissipes hirsuta Farwell 1917[4][5]